# Melipona yucatanica
Melipona yucatanica is een vliesvleugelig insect uit de familie van de bijen en hommels (Apidae). De wetenschappelijke naam is gepubliceerd in 1988 door Camargo, Moure en Roubik. Melipona yucatanica werd door de Maya's tijdens de precolumbiaanse periode in Yucatán gedomesticeerd en heeft een belangrijke rol in de mayamythologie. Melipona yucatanica heeft net als Melipona beecheii geen angel.